# Thomas Howard, II duca di Norfolk
Thomas Howard, II duca di Norfolk (Stoke by Nayland, 1443 – Framlingham, 21 maggio 1524), è stato un nobile inglese, figlio di John Howard, I duca di Norfolk, a lungo una figura rilevante entro la corte inglese, nonché bisnonno della futura regina Elisabetta I d'Inghilterra.

## Biografia

### Infanzia
Thomas Howard nacque nel 1443 nel Suffolk da John Howard, I duca di Norfolk e da Katherine Moleyns e venne fatto studiare presso la Thetford Grammar School nel Norfolk.

### Carriera militare
Fin da ragazzo venne fatto entrare al servizio di Edoardo IV d'Inghilterra come Paggio e quando, nel 1469 scoppiò la guerra con Richard Neville, XVI conte di Warwick rimase al fianco del re prendendo asilo presso Colchester quando Edoardo fuggì in Olanda l'anno seguente.
Il 1471 vide Edoardo di ritorno in patria e Thomas combatté al suo fianco nella Battaglia di Barnet rimanendo gravemente ferito, questo gli fruttò la nomina ad Esquire due anni dopo ed il 14 gennaio 1478 fu infine nominato cavaliere in occasione del matrimonio fra Riccardo, secondo figlio del re, con Anna de Mowbray, VIII contessa di Norfolk (10 dicembre 1472- forse il 19 novembre 1481).

### Primo matrimonio
Il 30 aprile 1472 Thomas sposò Elizabeth Tilney ed insieme ebbero dieci figli.

### Riccardo III re
Quando Edoardo IV morì nel 1483 gli succedette il figlio dodicenne Edoardo V d'Inghilterra, al trono però aspirava anche il futuro Riccardo III d'Inghilterra, fratello di Edoardo IV. Con un abile tranello riuscì ad uccidere i servi di Elisabetta Woodville, che a stento riuscì a salvarsi, ed a convincere il nipote che lui ed il fratello Riccardo sarebbero stati più al sicuro alla Torre di Londra dove avrebbe potuto attendere l'incoronazione. A quel punto Riccardo III presentò al Parlamento un testimone che disse che il Re si era fidanzato con tale Eleanor Butler poco prima del matrimonio con Elisabetta e quindi la loro unione non era valida (il fidanzamento allora equivaleva alle nozze) e così i loro eredi erano illegittimi.
Edoardo e Riccardo non furono più visti vivi e Riccardo III d'Inghilterra ascese al trono e, nella nuova situazione, Thomas lo appoggiò portando i Gioielli della Corona inglese alla cerimonia e servendo al banchetto seguente. Thomas ed il padre si videro garantite delle terre, una rendita annua ed il titolo di Conte del Surrey per il primo e di Duca di Norfolk per il secondo. Gli onori non finirono qui, Thomas giurò per entrare nel Consiglio privato di sua maestà e fu insignito dell'Ordine della giarrettiera, sia lui che il padre si dimostrarono degni della fiducia, nel settembre del 1483 soppressero una ribellione contro il Re sorta per mano di Henry Stafford, II duca di Buckingham.
Thomas rimase con lui durante i due anni di regno di Riccardo III combattendo nella Battaglia di Bosworth Field che vide la morte di suo padre, del re e la fine della Guerra delle due rose con la vittoria definitiva dei Lancaster e l'ascesa al trono dei Tudor nella persona di Enrico VII d'Inghilterra. Thomas venne preso prigioniero, rimanendovi fino al 1488, le sue terre vennero confiscate ed i titoli revocati.

### Secondo matrimonio
Rimasto vedovo nel 1497 si sposò con la cugina della moglie Agnes Tylney una volta ricevuta la dispensa papale, insieme ebbero cinque figli.

### Al servizio di Enrico VII ed Enrico VIII
Nel giugno del 1487 i rivoltosi guidati da John de la Pole, I conte di Lincoln offrirono a Thomas la possibilità di scappare, ma questi rifiutò forse nel tentativo di convincere Enrico VII della sua lealtà. La sua tenacia venne premiata, nel 1489 gli venne restituito il titolo di Conte del Surrey, ma molte delle sue terre erano ancora confiscate, e venne spedito a dirimere una piccola rivolta nello Yorkshire, il risultato fu buono ed il Re lo lasciò lì in qualità di suo luogotenente fino al 1499. 
Il 1500 lo vide tornare a corte, il 1501 fu richiamato nel Concilio e nominato Lord Gran Tesoriere, egli insieme al vescovo Richard Foxe, che era Lord del Sigillo Privato ed a William Warham (1450 circa-22 agosto 1532) Lord Cancelliere divennero i triumviri del re ed i suoi consiglieri più fidati. Fra le missioni diplomatiche di cui si occupò vi fu anche il matrimonio del figlio di Enrico VII, Arturo Tudor, con la principessa Caterina d'Aragona che avvenne il 14 novembre 1501 e quello di Margherita Tudor con Giacomo IV di Scozia nel 1503.
Nel 1502 il giovane Arturo morì e quando sette anni dopo lo seguì anche il padre al trono andò il secondogenito Enrico VIII d'Inghilterra. Thomas ingaggiò un'aspra lotta contro Thomas Wolsey per diventare primo ministro del Re, ma alla fine cedette di fronte alla supremazia del rivale, un'altra frustrazione gli fu inflitta allorché si aspettava di essere condotto con Enrico in Francia nella spedizione militare del 1513 ed invece venne lasciato in patria. 
Poco dopo il re di Scozia Giacomo IV lanciò un'offensiva contro l'Inghilterra e Thomas, insieme ai figli Thomas ed Edmund Howard si preparò ad affrontarlo nella battaglia di Flodden Field, dove Giacomo venne ucciso e gli scozzesi sconfitti. L'aver salvato la patria dall'invasione gli portò ben più della mera gratitudine di Enrico, che gli diede il titolo di duca di Norfolk, mentre al figlio Tommaso andò quello di conte del Surrey, rimasto vacante.

### Ultimi anni e morte
Nell'ultimo decennio della sua vita Thomas continuò la propria missione diplomatica organizzando il matrimonio fra Maria Tudor e il re Luigi XII di Francia, accompagnando la principessa in Francia per le nozze, avvenute nel 1514. Il 1º maggio 1517 condusse un piccolo esercito privato a Londra per sedare delle rivolte, e nello stesso mese del 1521 condusse come Lord High Steward il processo contro Edward Stafford, III duca di Buckingham condannandolo a morte, secondo alcuni storici, con le lacrime agli occhi.
Nella primavera seguente, ormai alla soglia degli ottant'anni e con la salute in declino, si dimise lasciando l'incarico di Gran Tesoriere al figlio Tommaso e dopo aver aperto i lavori parlamentari nell'aprile del 1523 si ritirò a vita privata nella propria dimora di Framlingham dove morì il 21 maggio del 1524.
Thomas è stato portato sugli schermi nella serie I Tudors dall'attore canadese Henry Czerny.

## Discendenza
Lord Thomas e la sua prima moglie Elizabeth Tilney ebbero dieci figli:
- Thomas Howard, III duca di Norfolk;
- Edward Howard;
- Edmund Howard, (1478 circa-19 marzo 1539, padre di Caterina Howard;
- John Howard;
- Henry Howard;
- Charles Howard;
- Henry Howard;
- Richard Howard;
- Elizabeth Howard, moglie di Thomas Boleyn, I conte del Wiltshire e madre di Anna Bolena;
- Muriel Howard (morta nel 1512).

Dalle seconde nozze con Agnes Tylney nacquero cinque figli:
- William Howard, I barone Howard di Effingham;
- Thomas Howard, (1511-31 ottobre 1537);
- Richard Howard (morto nel 1517);
- Dorothy Howard, sposò Edward Stanley, III conte di Derby (10 maggio 1509 circa-4 ottobre 1572);
- Anna Howard (morta attorno al 1589), sposò John de Vere, XIV conte di Oxford (14 agosto 1499-14 luglio 1526).

## Ascendenza
|                                   |                    |                                      | Genitori                              |  |  | Nonni |  |  | Bisnonni    |  |  | Trisnonni     |  |
|                                   |                    |                                      |                                       |  |  |       |  |  | John Howard |  |  | Robert Howard |  |
|                                   |                    |                                      |                                       |  |  |       |  |  | John Howard |  |  | Robert Howard |  |
|                                   |                    | Marjory de Scales                    |                                       |  |  |       |  |  | John Howard |  |  |               |  |
| Robert Howard                     |                    |                                      |                                       |  |  |       |  |  | John Howard |  |  |               |  |
|                                   |                    | Alice Tendring                       | William Tendring                      |  |  |       |  |  |             |  |  |               |  |
|                                   |                    | Alice Tendring                       | William Tendring                      |  |  |       |  |  |             |  |  |               |  |
|                                   |                    | Alice Tendring                       | Katherine Mylde                       |  |  |       |  |  |             |  |  |               |  |
| John Howard, I duca di Norfolk    |                    | Alice Tendring                       |                                       |  |  |       |  |  |             |  |  |               |  |
|                                   |                    | Thomas de Mowbray, I duca di Norfolk | John de Mowbray, IV barone Mowbray    |  |  |       |  |  |             |  |  |               |  |
|                                   |                    | Thomas de Mowbray, I duca di Norfolk | John de Mowbray, IV barone Mowbray    |  |  |       |  |  |             |  |  |               |  |
|                                   |                    | Thomas de Mowbray, I duca di Norfolk | Elizabeth de Segrave                  |  |  |       |  |  |             |  |  |               |  |
| Margaret de Mowbray               |                    | Thomas de Mowbray, I duca di Norfolk |                                       |  |  |       |  |  |             |  |  |               |  |
|                                   |                    | Elizabeth FitzAlan                   | Richard FitzAlan, XI conte di Arundel |  |  |       |  |  |             |  |  |               |  |
|                                   |                    | Elizabeth FitzAlan                   | Richard FitzAlan, XI conte di Arundel |  |  |       |  |  |             |  |  |               |  |
|                                   |                    | Elizabeth FitzAlan                   | Elizabeth de Bohun                    |  |  |       |  |  |             |  |  |               |  |
| Thomas Howard, II duca di Norfolk |                    | Elizabeth FitzAlan                   |                                       |  |  |       |  |  |             |  |  |               |  |
|                                   | Richard de Moleyns | William de Moleyns                   |                                       |  |  |       |  |  |             |  |  |               |  |
|                                   | Richard de Moleyns | William de Moleyns                   |                                       |  |  |       |  |  |             |  |  |               |  |
|                                   | Richard de Moleyns | Margery Bacoun                       |                                       |  |  |       |  |  |             |  |  |               |  |
| William Moleyns                   | Richard de Moleyns |                                      |                                       |  |  |       |  |  |             |  |  |               |  |
|                                   |                    | Margaret Eleanor Beaumont            | Henry Beaumont, III barone Beaumont   |  |  |       |  |  |             |  |  |               |  |
|                                   |                    | Margaret Eleanor Beaumont            | Henry Beaumont, III barone Beaumont   |  |  |       |  |  |             |  |  |               |  |
|                                   |                    | Margaret Eleanor Beaumont            | Margaret de Vere                      |  |  |       |  |  |             |  |  |               |  |
| Catherine de Moleyns              |                    | Margaret Eleanor Beaumont            |                                       |  |  |       |  |  |             |  |  |               |  |
|                                   |                    | John Whalesbourgh                    | John Whalesborough                    |  |  |       |  |  |             |  |  |               |  |
|                                   |                    | John Whalesbourgh                    | John Whalesborough                    |  |  |       |  |  |             |  |  |               |  |
|                                   |                    | John Whalesbourgh                    | Joan de Bodrugan                      |  |  |       |  |  |             |  |  |               |  |
| Marjery Whalesborough             |                    | John Whalesbourgh                    |                                       |  |  |       |  |  |             |  |  |               |  |
|                                   |                    | Joan Raleigh                         | …                                     |  |  |       |  |  |             |  |  |               |  |
|                                   |                    | Joan Raleigh                         | …                                     |  |  |       |  |  |             |  |  |               |  |
|                                   |                    | Joan Raleigh                         | …                                     |  |  |       |  |  |             |  |  |               |  |
|                                   |                    | Joan Raleigh                         |                                       |  |  |       |  |  |             |  |  |               |  |